# Forever Love (ZMAPの曲)
Forever Love（フォーエバーラブ）とは、声優ユニットのZMAPが歌う曲である。作詞は有森聡美、作曲・編曲は大森俊之。カップリング曲「Together」。

## 解説
この曲は文化放送の「ZMAP＝ZMAP」のテーマソングで、 劇場版『機動戦艦ナデシコ -The prince of darkness-』のイメージソングである。『機動戦艦ナデシコ The blank of 3years』のOPにも使用された。
- 発売元 - キングレコード
- 発売日 - 1998年1月21日

1998年1月23日に放送された「渋谷でチュッ!」で歌い、翌日に杉並公会堂で行われた「ZMAP＝ZMAP ゲキ祭」で歌った事もある。

## 収録曲
1. Forever Love
2. Together
3. Forever Love（オフボーカルバージョン）
4. Together（オフボーカルバージョン）